# Willie Wise
Willie M. Wise (ur. 3 marca 1947 w San Francisco) – amerykański koszykarz, występujący na pozycji skrzydłowego. Uczestnik spotkań gwiazd ABA, kilkukrotnie wybierany do składów najlepszych zawodników oraz obrońców tej ligi. Zaliczony do składu najlepszych zawodników w historii ligi ABA.

## Osiągnięcia
- Mistrz ABA (1971)[4]
- 2-krotny finalista ABA (1970, 1974)[5][6]
- Uczestnik meczu gwiazd:
  - ABA (1972–1974)[7][8][6]
  - NBA vs ABA (1971–1972)[9][10]
- Zaliczony do:
  - I składu:
    - defensywnego ABA (1973, 1974)[8][6]
    - debiutantów ABA (1970)[1]

  - II składu ABA (1972, 1974)[2]
  - składu najlepszych zawodników w historii ligi ABA (ABA's All-Time Team - 1997)[3]